# AKUODIGITAL
株式会社AKUODIGITAL（アクオデジタル）は、東京都港区に本社を置き、インターネット関連事業を営む日本の企業である。

## 概要
O2O(Online to Offline)サービスを提供する企業である。
様々な紙文書を簡単にデータ化できる"Kanda Suite"というAI-OCRサービスを提供しており、その他にも電子文書サービスであるRPA、BPOサービスを提供している。 
また QRコードを活用したメモ、メッセージ保存サービスである「STIIKAMIQR」サービスも提供しており、様々なオフラインとオンラインを連結したサービスを提供する企業である。
日本情報経済社会推進協会(JIPDEC)が運営する制度であるプライバシーマークも2020年10月に取得した業者である。

## 沿革
- 2017年
  - 6月 - STIICA株式会社として設立[1]。
  - 7月 - STIICAサービスを開始[2]。
  - 11月 - STIICA PLUSサービスを開始(現在はSTIIKAMIQRとして提供)[3]。
- 2018年
  - 1月 - STIICA PLUSからSTIIKAMIにサービス名を変更(現在はSTIIKAMIQRとして提供)[4]。
  - 8月 - STIIKAMIからSTIIKAMIQRにサービス名を変更[5]。
- 2019年
  - 4月 - STIIKAMIQRサービスを全体的にリニューアル[6]。
  - 4月 - STIIKAMIQRサービス特許権取得 (特許6522183)[7]
  - 8月 - STIICA株式会社から株式会社AKUODIGITALに社名変更。
  - 10月 - Japan IT week 出展。[8]
  - 11月 - デジタルセンター開設。[9]
- 2020年
  - 10月 - プライバシーマーク取得。[10]
  - 12月 - 東京都港区へデジタルセンター移転。
- 2021年
  - 6月 - Kanda Suiteサービスを開始。
  - 8月 - AOSデータ株式会社とAI-OCR 業務提携
  - 12月 - ITWEEKオンライン2021出展

- 2022年
  - 10月 - スティータイムスタンプサービスをリリース（ベータ版）
  - 10月 - JAPAN IT WEEK2022秋　AI業務自動化展示会出展
- 2023年
  - 2月 - スティータイムスタンプ 特許取得 (第7228735号)
  - 7月 - スティータイムスタンプサービスを正式リリース
  - 10月 - スティータイムスタンプ一括検証ツール

## 主なサービス
- Kanda Suite カンダスイート (AI-OCR)
- STIIKAMIQR（スティーカミQR）
- STIIKAMI 現在はSTIIKAMIQRとして提供。
- STICA PLUS 現在はSTIIKAMIQRとして提供。
- STIICA
- stiiタイムスタンプサービス